# Шоймуш (Бістріца-Несеуд)
Шоймуш (рум. Șoimuș) — село у повіті Бистриця-Несеуд в Румунії. Входить до складу комуни Шієу.
Село розташоване на відстані 311 км на північ від Бухареста, 13 км на південний схід від Бистриці, 83 км на схід від Клуж-Напоки.

## Населення
За даними перепису населення 2002 року у селі проживали 183 особи, румуни за національністю. Рідною мовою жителі села вважають румунську.